# 나토키나제

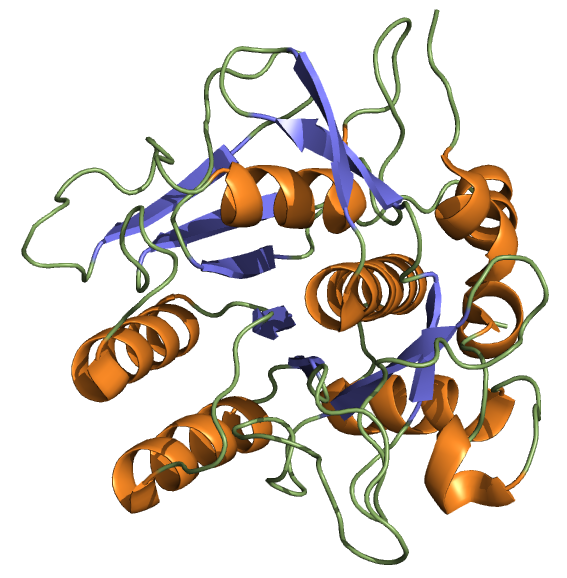

나토키나제는 낫토라는 일본 음식에서 추출되고 정제된 효소이다. 낫토는 삶은 대두에 효소를 생성하는 고초균을 첨가하여 생성한다. 특정 나토키나제 효소를 포함하는 것은 낫토 제제이다.